# Agustín Cáuper
Agustín de Sena Cáuper Videira (Tefé, 14 de octubre de 1834 - Pucallpa, 10 de agosto de 1936) fue uno de los posibles fundadores de la ciudad de Pucallpa y regidor en la creación del distrito de Callería (1901). Fue un herrero-mecánico con el grado de oficial de mar de la Marina de Guerra del Perú, natural del Teffe, Amazonas, Brasil, que estableció el fundo llamado en portugués Boa Vista o en español Bellavista, en la margen izquierda del Río Ucayali, actualmente la ciudad de Pucallpa.
Cáuper vivió en sus últimos días en el ahora centro urbano. Sus restos son conservados en el mausoleo del cementerio general de Pucallpa.